# Trachyphyllum gastrodes
Trachyphyllum gastrodes là một loài Rêu trong họ Pterigynandraceae. Loài này được (Welw. & Duby) A. Gepp miêu tả khoa học đầu tiên năm 1901.